# Камар
Камар (тадж. Камар) — село у складі Хатлонської області Таджикистану. Входить до складу Даханського джамоату Кулобського району. Село розташоване на річці Дахана.
Населення — 267 осіб (2017).
Національний склад станом на 2017 рік — таджики.
Відстань до центру джамоата — 4 км, до центру району — 16 км. Це найменше село серед усіх сіл джамоата Дахана.